# Serie A 1970/1971
Soutěžní ročník Serie A 1970/1971 byl 69. ročník nejvyšší italské fotbalové ligy a 39. ročník pod názvem Serie A. Konal se od 27. září 1970 do 23. května 1971 a skončil vítězstvím Interu, který vyhrál svůj jedenáctý titul v klubové historii.
Nejlepším střelcem se stal opět italský hráč Roberto Boninsegna (Inter), který vstřelil 24 branek.

## Události

### Před sezonou
Nováčci soutěže: vítěz 2. ligy Varese, se vrátilo po roce, Foggia po třech letech a Catania po čtyřech letech.
Obhájci titulu Cagliari si pořídili za 450 milionů lir obránce Roberta De Petriho (Vicenza) a také přišel Menichelli (Brescia). Milán vyměnil Lodettiho za Benettiho (Sampdoria) a klub opustil Fogli (Catania) s Sormanim (Neapol). Jejich městský rival Inter se moc neposílil, ale odešel po 9 letech jejich skvělí hráč Luis Suárez (Sampdoria) a také Guatneri (Cremonese).Velmi divoké změny byli v Juventusu, to když klub nejdříve opustil po 12 letech kapitán Castano (Vicenza), poté po 9 letech brankář Anzolin s Leoncinim (oba Atalanta) a Luis del Sol (Řím). Naopak přišel mladík Causio (Palermo) a také Spinosi s Capellem (Řím). Městský rival Turín se rozhodl zaplatit 600 milionů lir za útočníka Alessandra Vitaliho (Vicenza) a 218 milionů lir za brankáře Castelliniho (Monza).
Další změny byli:Amarildo (Fiorentina → Řím), Joaquín Peiró (Řím → Atlético Madrid), Paolo Barison (Neapol → Ternana) a Francesco Rizzo (Fiorentina → Boloňa).

### Během sezony
Obhájci titulu z Cagliari začalo dobře, jenže začátkem listopadu se jim zranil Riva a výsledky byli již špatné. Do vedení se dostalo Neapol, které vedlo do 9. kola, kde je vystřídal Milán, který se stal zimním mistrem.
Již v 5. kole se Inter rozhodl vyměnit trenéra a místo Herrery nastoupil Invernizzi. Nerazzurri vyhrálo 7. března derby a poté od 23. kola se dostalo do vedení. Tři kola před koncem se stal již mistrem a stal se tak jediným týmem v historii Serie A, který vyhrál titul, přestože během sezóny měnil trenéry. O 4 body méně měl na 2. místě jejich městský rival Rossoneri a na 3. místě skončilo Neapol, která měla o 7 bodů méně. 
Důležitou novinkou letošní sezony bylo založení nového evropského poháru od sezony 1971/72 (Pohár UEFA). A tak do tohoto poháru postoupilo čtyři kluby. Kromě Milána a Neapole si zajistil účast také Juventus a Boloňa.
Sestup do Serie B se stal pro kluby: Catania, Lazio a Foggia, která mělo horší skóre než Fiorentina a Samproria.

## Účastníci
| Klub              | Město     | Stadion                      | Trenér                                             | Nejlepší střelec                  |
| ----------------- | --------- | ---------------------------- | -------------------------------------------------- | --------------------------------- |
| Boloňa            | Boloňa    | Stadio Comunale              | Edmondo Fabbri                                     | Giuseppe Savoldi (15)             |
| Cagliari          | Cagliari  | Stadio Sant'Elia             | Manlio Scopigno                                    | Angelo Domenghini, Luigi Riva (8) |
| Catania           | Catania   | Stadio Cibali                | Egizio Rubino                                      | Aquilino Bonfanti (8)             |
| Fiorentina        | Florencie | Stadio Comunale              | Bruno Pesaola (1.–15. kolo) Oronzo Pugliese        | Alessandro Vitali (6)             |
| Foggia & Incedit  | Foggia    | Stadio Pino Zaccheria        | Tommaso Maestrelli                                 | Nello Saltutti (8)                |
| Inter             | Milán     | Stadio San Siro              | Heriberto Herrera (1.–5. kolo) Giovanni Invernizzi | Roberto Boninsegna (24)           |
| Juventus          | Turín     | Stadio Comunale di Torino    | Armando Picchi (1.–18. kolo) Čestmír Vycpálek      | Pietro Anastasi (15)              |
| Lanerossi Vicenza | Vicenza   | Stadio Romeo Menti           | Héctor Puricelli                                   | Mario Maraschi (8)                |
| Lazio             | Řím       | Stadio Olimpico              | Juan Carlos Lorenzo                                | Giorgio Chinaglia (9)             |
| Milán             | Milán     | Stadio San Siro              | Nereo Rocco                                        | Pierino Prati (19)                |
| Neapol            | Neapol    | Stadio San Paolo             | Giuseppe Chiappella                                | José Altafini (7)                 |
| Řím               | Řím       | Stadio Olimpico              | Helenio Herrera (1.–24. kolo) Luciano Tessari      | Amarildo (7)                      |
| Sampdoria         | Janov     | Stadio Luigi Ferraris        | Fulvio Bernardini                                  | Ermanno Cristin (9)               |
| Turín             | Turín     | Stadio Comunale di Torino    | Giancarlo Cadé                                     | Gianni Bui (6)                    |
| Varese            | Varese    | Stadio Franco Ossola         | Nils Liedholm                                      | Alberto Carelli (6)               |
| Verona            | Verona    | Stadio Marcantonio Bentegodi | Renato Lucchi (1.–8. kolo) Ugo Pozzan              | Sergio Clerici (10)               |

## Tabulka
| Poř. | Tým               | Z  | V  | R  | P  | VG | OG | B  |
| ---- | ----------------- | -- | -- | -- | -- | -- | -- | -- |
| 1.   | Inter             | 30 | 19 | 8  | 3  | 50 | 26 | 46 |
| 2.   | Milán             | 30 | 15 | 12 | 3  | 54 | 26 | 42 |
| 3.   | Neapol            | 30 | 15 | 9  | 6  | 33 | 19 | 39 |
| 4.   | Juventus          | 30 | 11 | 13 | 6  | 41 | 30 | 35 |
| 5.   | Boloňa            | 30 | 10 | 14 | 6  | 30 | 24 | 34 |
| 6.   | Řím               | 30 | 7  | 18 | 5  | 32 | 25 | 32 |
| 7.   | Cagliari          | 30 | 8  | 14 | 8  | 33 | 35 | 30 |
| 8.   | Turín             | 30 | 6  | 14 | 10 | 27 | 30 | 26 |
| 9.   | Varese            | 30 | 5  | 16 | 9  | 29 | 33 | 26 |
| 10.  | Lanerossi Vicenza | 30 | 6  | 14 | 10 | 23 | 31 | 26 |
| 11.  | Verona            | 30 | 7  | 12 | 11 | 23 | 35 | 26 |
| 12.  | Sampdoria         | 30 | 6  | 13 | 11 | 30 | 34 | 25 |
| 13.  | Fiorentina        | 30 | 3  | 19 | 8  | 26 | 32 | 25 |
| 14.  | Foggia            | 30 | 6  | 13 | 11 | 28 | 43 | 25 |
| 15.  | Lazio             | 30 | 5  | 12 | 13 | 28 | 43 | 22 |
| 16.  | Catania           | 30 | 5  | 11 | 14 | 18 | 39 | 21 |

Poznámky
- Z = Odehrané zápasy; V = Vítězství; R = Remízy; P = Prohry; VG = Vstřelené góly; OG = Obdržené góly; B = Body
- za výhru 2 body, za remízu 1 bod, za prohru 0 bodů.
- při rovnosti bodů rozhodovalo skóre.

|  | Mistr ligy a přímý postup do poháru PMEZ 1971/72 |
|  | Přímý postup do poháru PVP 1971/72               |
|  | Přímý postup do poháru UEFA 1971/72              |
|  | Sestup do Serie B                                |

## Statistiky

### Výsledková tabulka
|            | Boloňa | Cagliari | Catania | Fiorentina | Foggia | Inter | Juventus | L. Vicenza | Lazio | Milán | Neapol | Řím | Sampdoria | Turín | Varese | Verona |
| ---------- | ------ | -------- | ------- | ---------- | ------ | ----- | -------- | ---------- | ----- | ----- | ------ | --- | --------- | ----- | ------ | ------ |
| Boloňa     | –      | 0:0      | 2:0     | 0:0        | 1:2    | 2:2   | 1:0      | 3:0        | 2:0   | 3:2   | 1:0    | 0:0 | 1:1       | 1:0   | 1:0    | 2:2    |
| Cagliari   | 2:1    | –        | 1:1     | 2:0        | 1:1    | 0:0   | 1:1      | 1:1        | 2:1   | 0:4   | 1:1    | 0:1 | 2:1       | 0:0   | 1:1    | 4:1    |
| Catania    | 0:0    | 1:1      | –       | 0:0        | 2:0    | 0:1   | 0:1      | 1:1        | 3:1   | 0:0   | 1:0    | 1:2 | 1:3       | 1:0   | 0:0    | 0:1    |
| Fiorentina | 1:2    | 1:2      | 1:1     | –          | 3:0    | 2:2   | 1:2      | 0:0        | 1:1   | 2:5   | 0:1    | 2:2 | 0:0       | 1:1   | 1:1    | 1:1    |
| Foggia     | 1:1    | 0:0      | 1:0     | 1:1        | –      | 1:1   | 0:0      | 1:1        | 5:2   | 1:1   | 0:3    | 1:0 | 2:2       | 1:0   | 2:2    | 3:0    |
| Inter      | 1:0    | 1:3      | 3:2     | 2:1        | 5:0    | –     | 2:0      | 2:1        | 1:1   | 2:0   | 2:1    | 0:0 | 3:1       | 2:0   | 3:2    | 1:0    |
| Juventus   | 0:0    | 2:1      | 5:0     | 1:1        | 2:1    | 1:1   | –        | 2:1        | 3:1   | 0:2   | 4:1    | 2:0 | 3:1       | 3:3   | 2:2    | 2:1    |
| L. Vicenza | 0:0    | 1:1      | 0:0     | 0:1        | 1:0    | 1:2   | 1:1      | –          | 1:0   | 1:1   | 0:1    | 0:0 | 0:0       | 1:1   | 3:1    | 0:0    |
| Lazio      | 2:2    | 2:4      | 1:0     | 0:0        | 2:1    | 0:1   | 2:2      | 0:1        | –     | 0:1   | 0:0    | 1:1 | 1:0       | 1:0   | 0:0    | 1:1    |
| Milán      | 2:1    | 3:1      | 4:0     | 1:0        | 2:0    | 3:0   | 1:1      | 3:1        | 1:1   | –     | 1:1    | 2:2 | 3:1       | 1:0   | 1:2    | 1:1    |
| Neapol     | 3:0    | 1:0      | 1:0     | 0:0        | 0:0    | 2:1   | 1:0      | 1:0        | 2:0   | 0:2   | –      | 1:2 | 0:0       | 2:0   | 1:0    | 2:0    |
| Řím        | 1:1    | 0:0      | 5:0     | 0:1        | 3:1    | 0:0   | 0:0      | 4:1        | 2:2   | 1:1   | 2:2    | –   | 0:0       | 1:1   | 3:0    | 0:0    |
| Sampdoria  | 1:2    | 0:0      | 2:0     | 2:2        | 2:0    | 0:2   | 2:0      | 1:2        | 2:3   | 1:1   | 0:1    | 0:0 | –         | 0:0   | 2:1    | 3:0    |
| Turín      | 1:0    | 2:1      | 1:1     | 1:1        | 1:1    | 0:2   | 2:1      | 2:3        | 1:1   | 1:1   | 1:1    | 4:0 | 0:0       | –     | 3:1    | 1:0    |
| Varese     | 0:0    | 4:1      | 0:1     | 0:0        | 3:0    | 1:3   | 0:0      | 0:0        | 2:1   | 1:1   | 1:1    | 0:0 | 1:1       | 0:0   | –      | 2:0    |
| Verona     | 0:0    | 2:0      | 1:1     | 1:1        | 1:1    | 1:2   | 0:0      | 1:0        | 1:0   | 1:3   | 0:2    | 1:0 | 3:1       | 1:0   | 1:1    | –      |

### Střelecká listina
| Pořadí | Jméno              | Klub      | Branky |
| ------ | ------------------ | --------- | ------ |
| 1.     | Roberto Boninsegna | Inter     | 24     |
| 2.     | Pierino Prati      | Milán     | 19     |
| 3.     | Giuseppe Savoldi   | Boloňa    | 15     |
| 4.     | Roberto Bettega    | Juventus  | 13     |
| 5.     | Sergio Clerici     | Verona    | 10     |
| 6.     | Ermanno Cristin    | Sampdoria | 9      |
| 6.     | Giorgio Chinaglia  | Lazio     | 9      |

## Vítěz
| Serie A Vítěz pro rok 1970/71 |
| ----------------------------- |
| FC Inter Milán                |
|                               |